# Władysław Lubomirski
Władysław Lubomirski herbu Szreniawa bez Krzyża (ur. 1 stycznia 1866 w Warszawie, zm. 29 października 1934 w Inzersdorfie koło Wiednia) – polski ziemianin (książę), mecenas sztuki i kompozytor. Właściciel dóbr Dubrowna i Rajcza. Miłośnik rasowych koni i jeździectwa. 

## Życiorys

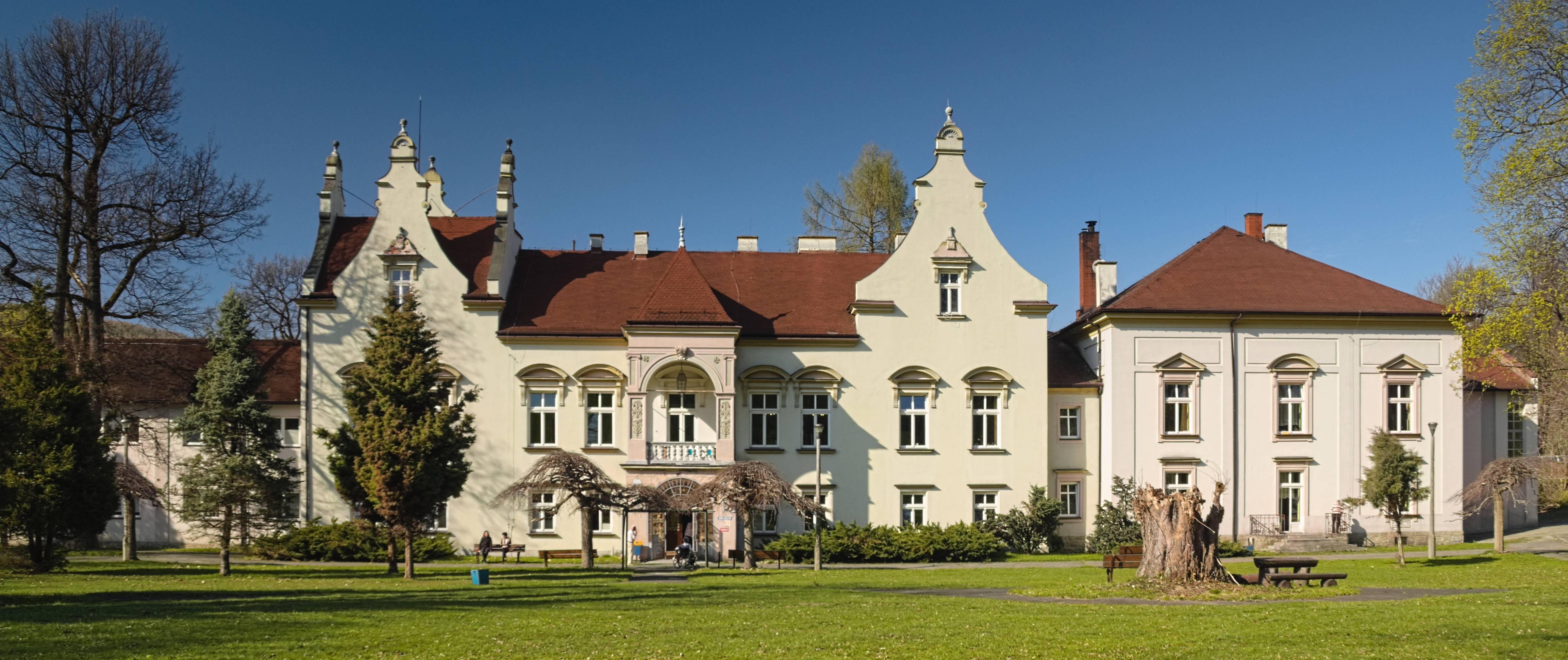
Pałac w Rajczy, którego właścicielem był Władysław Lubomirski

Syn Eugeniusza Lubomirskiego i Róży Zamoyskiej, brat Stanisława Sebastiana. Uczył się w zakładzie jezuitów w Chyrowie, następnie studiował w Paryżu. W młodości podróżował, między innymi do Egiptu. W latach 1895–1896 zajmował się odnawianiem stadniny w Kruszynie, a następnie w Widzowie.
14 stycznia 1890 roku poślubił w Wiedniu baronównę Elżbietę de Vaux. Małżeństwo to doczekało się czworga dzieci: Leonii (1890–1978), Róży (1892–1969), Eugeniusza (1895–1982), Stefana (1899–1948).
Dopiero w wieku 40 lat podjął naukę muzyki, u Grzegorza Fitelberga. Studiował teorię muzyki w konserwatorium w Wiedniu, pod kierunkiem Roberta Fuchsa. Zaczął komponować, napisał między innymi: Symfonię fantastyczną, Preludium orkiestrowe, Marsz na wielką orkiestrę, Poemat w trzech częściach, Symfonię f-moll oraz pod pseudonimem W. Lirski operetkę Die liebe Unschuld (Luba niewinność), którą wystawił m.in. Raimundtheater w Wiedniu w 1912. Jego kompozycje nie zostały docenione przez krytykę.
Był jednym z głównych fundatorów Filharmonii Warszawskiej, zbudowanej w latach 1900–1901. Wspierał finansowo młodych kompozytorów: Ludomira Różyckiego, Karola Szymanowskiego, Grzegorza Fitelberga i Apolinarego Szelutę, którzy założyli w 1905 w Berlinie Spółkę Nakładową Młodych Kompozytorów Polskich (Szymanowski dołączył do niej w 1906). 
Około 1928 zachorował. Doznał sklerozy (udaru) mózgu. Przestał poznawać nawet najbliższych członków rodziny. Zmarł w zakładzie dla chorych psychicznie w Inzersdorfie pod Wiedniem 29 października 1934.